# Тетраазидометан

Тетраазидометан ({\displaystyle {\ce {C(N3)4}}}) — бесцветная взрывоопасная жидкость. Химическая структура представляет собой атом углерода, ковалентно связанный с четырьмя азидогруппами.

## Синтез
Впервые он был получен Клаусом Банертом в 2006 году путем реакции трихлорацетонитрила с азидом натрия.

## Использование
Как и другие полиазиды, тетраазидометан представляет интерес как высокоэнергетическое вещество, которое можно использовать во взрывчатых веществах, топливе или фейерверках. На сегодняшний день известен ещё один аналог подобного соединения — тетраазидокремний.

## Реакции
Банерт сообщил, что тетраазидометан участвует в ряде реакций, включая гидролиз, реакции циклоприсоединения с алкенами и алкинами и реакцию с фосфинами с образованием фосфазенов.